# Madara Peak
Der Madara Peak (englisch; bulgarisch връх Мадара wrach Madara) ist ein 430 m hoher Berg auf der Livingston-Insel im Archipel der Südlichen Shetlandinseln. In den Vidin Heights ragt er 1,3 km nordöstlich des Samuel Peak, 2,6 km östlich des Miziya Peak und 2,5 km südwestlich des Sharp Peak auf.
Bulgarische Wissenschaftler kartierten ihn bei Vermessungen der Tangra Mountains zwischen 2004 und 2005. Die bulgarische Kommission für Antarktische Geographische Namen benannte ihn 2005 nach dem durch den Reiter von Madara bekannten Dorf Madara im Nordosten Bulgariens.